# Clasificación para el Campeonato Africano de Naciones de 2018
La Clasificación para el Campeonato Africano de Naciones de 2018 fue el torneo que determinó a las selecciones clasificadas al Campeonato Africano de Naciones de 2018 a realizarse en Marruecos. La competencia inició el 22 de abril de 2017 y terminó el 12 de noviembre de dicho año.

## Equipos participantes
De las 54 asociaciones afiliadas a la CAF, 48 participarán en el proceso clasificatorio. La selección de Kenia no participó en el torneo clasificatorio al estar automáticamente clasificada por ser el país anfitrión pero luego de ser retirada como sede fue descalificada del torneo. 
- La CAF descalificó a la selección de República Centroafricana como consecuencia de su retiro del torneo clasificatorio para el CHAN 2016.
- El 24 de mayo de 2016, Chad anunció que no van a ser capaces de participar en las clasificatorias para el torneo, siendo la única selección que declina de participar estando previamente inscripta.

Las 48 selecciones fueron divididas según la zona geográfica a la que pertenezcan.
| Zona Norte (1 cupo) + Marruecos (Anfitrión)                                                                                               | Zona Oeste A (2 cupos)                                                                  | Zona Oeste B (3 cupos)                                                    | Zona Central (3 cupos)                                                           | Zona Centro-Este (3 cupos) | Zona Sur (3 cupos) |
| --- | --------------------------------------------------------------------------------------- | ------------------------------------------------------------------------- | -------------------------------------------------------------------------------- | --- | --- |
| - Argelia - Egipto - Libia - Marruecos (Inicialmente formó parte de la clasificación hasta ser designado como sede en reemplazo de Kenia) | - Gambia - Guinea - Guinea-Bisáu - Liberia - Malí - Mauritania - Senegal - Sierra Leona | - Benín - Burkina Faso - Costa de Marfil - Ghana - Níger - Nigeria - Togo | - Camerún - Congo - Gabón - Guinea Ecuatorial - RD Congo - Santo Tomé y Príncipe | - Burundi - Etiopía - Ruanda - Somalia - Sudán - Sudán del Sur - Tanzania - Uganda - Yibuti                                                  | - Angola - Botsuana - Comoras - Lesoto - Madagascar - Malaui - Mauricio - Mozambique - Namibia - Seychelles - Suazilandia - Sudáfrica - Zambia - Zimbabue |
| Selecciones no participantes |                                                                                         |                                                                           |                                                                                  | | |
| - Túnez | - Cabo Verde                                                                            |                                                                           | - Chad - República Centroafricana                                                | - Eritrea - Kenia (Inicialmente elegida como sede. Luego se le retiró la sede y se la descalificó por atraso en la organización del torneo.) | |

### Sorteo
Los equipos fueron divididos en dos bombos de cabezas de serie y no cabezas de serie. Los emparejamientos quedaron conformados con un equipo de cada bombo. En aquellas zonas en las que se jugaron en dos rondas de eliminación (ronda preliminar y primera ronda) los emparejamientos de la primera ronda fueron definidos con anticipación de acuerdo al calendario del torneo presentado por la CAF.
El sorteo se llevó a cabo el 3 de febrero de 2017 en Libreville, Gabón.

## Zona Norte
| Fechas          | Local ida | Resultado global | Local vuelta | Ida   | Vuelta |
| --------------- | --------- | ---------------- | ------------ | ----- | ------ |
| 13-18 de agosto | Egipto    | 2 – 4            | Marruecos    | 1 - 1 | 1 - 3  |
| 12-18 de agosto | Argelia   | 2 – 3            | Libia        | 1 - 2 | 1 - 1  |

| 13 de agosto de 2017, 19:00 (UTC+2) | Egipto              | 1:1 (1:0) | Marruecos       | Estadio de Alejandría, Alejandría |                                |
|                                     | El Sheikh 4' (pen.) |           | Badr Banoun 52' | Árbitro(s): Mohamed Ragab Omar    | Árbitro(s): Mohamed Ragab Omar |

| 18 de agosto de 2017, 20:00 (UTC+1) | Marruecos                                       | 3:1 (0:0) | Egipto     | Estadio Moulay Abdellah, Rabat |                         |
|                                     | El Yamiq 51' · Makran 54' · Belhrouz 70' (pen.) |           | Hassan 86' | Árbitro(s): Sadok Selmi        | Árbitro(s): Sadok Selmi |

| 12 de agosto de 2017, 20:45 (UTC+1) | Argelia     | 1:2 (1:1) | Libia                          | Stade Mohamed Hamlaoui, Constantina |                           |
|                                     | Darfalou 1' |           | Rahmani 6' (a.g.) · Ellafi 48' | Árbitro(s): Samir Guezzaz           | Árbitro(s): Samir Guezzaz |

| 18 de agosto de 2017, 19:00 (UTC+1) | Libia      | 1:1 (1:1) | Argelia      | Stade Taïeb Mhiri, Sfax, Túnez |                               |
|                                     | Ellafi 45' |           | Bendebka 23' | Árbitro(s): Amin Mohamed Omar  | Árbitro(s): Amin Mohamed Omar |

## Zona Oeste A

### Primera Fase
| Fechas                 | Local ida    | Resultado global | Local vuelta | Ida   | Vuelta |
| ---------------------- | ------------ | ---------------- | ------------ | ----- | ------ |
| 15-22 de julio de 2017 | Sierra Leona | 2 – 4            | Senegal      | 1 - 1 | 1 - 3  |
| 15-22 de julio de 2017 | Guinea-Bisáu | 1 – 10           | Guinea       | 1 - 3 | 0 - 7  |
| 16-23 de julio de 2017 | Liberia      | 1 – 2            | Mauritania   | 0 - 2 | 1 - 0  |
| 15-22 de julio de 2017 | Gambia       | 0 – 4            | Malí         | 0 - 0 | 0 - 4  |

| 15 de julio de 2017; 16:30 (UTC±0) | Sierra Leona | 1:1 (0:0) | Senegal         | Estadio Nacional de Sierra Leona, Freetown |                          |
|                                    | Fofanah 63'  |           | Diop 85' (pen.) | Árbitro(s): Manuel Timas                   | Árbitro(s): Manuel Timas |

| 22 de julio de 2017; 17:00 (UTC±0) | Senegal                           | 3:1 (1:1) | Sierra Leona | Stade Al Djigo, Dakar           |                                 |
|                                    | N'Diaye 4' · Ndao 51' · Diémé 65' |           | Fullah 5'    | Árbitro(s): Gilberto dos Santos | Árbitro(s): Gilberto dos Santos |

| 15 de julio de 2017; 16:00 (UTC±0) | Guinea-Bisáu | 1:3 (0:0) | Guinea                                                 | Estadio 24 de Setembro, Bisáu |                          |
|                                    | Juca 68'     |           | S. B. Camara 57' · M. S. Camara 75' · S. A. Camara 77' | Árbitro(s): Maudo Jallow      | Árbitro(s): Maudo Jallow |

| 22 de julio de 2017; 16:30 (UTC±0) | Guinea                                                                | 7:0 (2:0) | Guinea-Bisáu | Estadio del 28 de septiembre, Conakri |                           |
|                                    | S. A. Camara 37' 67' 79' 90' · N'Diaye 40' · Sankon 58' · Diawara 83' |           |              | Árbitro(s): George Rogers             | Árbitro(s): George Rogers |

| 16 de julio de 2017; 16:00 (UTC±0) | Liberia | 0:2 (0:1) | Mauritania               | Complejo Deportivo Samuel Kanyon Doe, Monrovia |                       |
|                                    |         |           | Dellahi 35' · Bagili 61' | Árbitro(s): Baba Leno                          | Árbitro(s): Baba Leno |

| 23 de julio de 2017; 17:00 (UTC±0) | Mauritania | 0:1 (0:1) | Liberia     | Estadio Municipal Zouérate, Zuérate |                           |
|                                    |            |           | Jackson 45' | Árbitro(s): Boubou Traoré           | Árbitro(s): Boubou Traoré |

| 15 de julio de 2017; 16:30 (UTC±0) | Gambia | 0:0 | Malí | Estadio Independencia, Bakau |  |
|                                    |        |     |      | Árbitro(s): Babacar Sarr     |  |

| 22 de julio de 2017; 17:00 (UTC±0) | Malí                             | 4:0 (0:0) | Gambia | Estadio Polideportivo Modibo Keïta, Bamako |                             |
|                                    | Koné 64' 67' 81' · Niangadou 90' |           |        | Árbitro(s): Nabil Boukhalfa                | Árbitro(s): Nabil Boukhalfa |

### Segunda Ronda
| Fechas                  | Local ida  | Resultado global | Local vuelta | Ida   | Vuelta |
| ----------------------- | ---------- | ---------------- | ------------ | ----- | ------ |
| 15-22 de agosto de 2017 | Senegal    | 3 – 6            | Guinea       | 3 - 1 | 0 - 5  |
| 12-19 de agosto de 2017 | Mauritania | 3 – 2            | Malí         | 2 - 2 | 1 - 0  |

| 15 de agosto de 2017 | Senegal | 3:1     | Guinea | Stade Al Djigo, Dakar                |                                      |
|                      |         | Reporte |        | Árbitro(s): Ferdinand Udoh (Nigeria) | Árbitro(s): Ferdinand Udoh (Nigeria) |

| 23 de agosto de 2017 | Guinea | 5:0     | Senegal | Estadio del 28 de Septiembre, Conakri |                                    |
|                      |        | Reporte |         | Árbitro(s): Mahamadou Keita (Mali)    | Árbitro(s): Mahamadou Keita (Mali) |

| 12 de agosto de 2017 | Mauritania | 2:2     | Malí | Stade Olympique, Nuakchot              |                                        |
|                      |            | Reporte |      | Árbitro(s): Sékou Ahmed Touré (Guinea) | Árbitro(s): Sékou Ahmed Touré (Guinea) |

| 19 de agosto de 2017 | Malí | 0:1     | Mauritania | Stade Modibo Kéïta, Bamako              |                                         |
|                      |      | Reporte |            | Árbitro(s): Ibrahim Nour El Din (Egypt) | Árbitro(s): Ibrahim Nour El Din (Egypt) |

## Zona Oeste B

### Primera Ronda
| Fechas                 | Local ida | Resultado global | Local vuelta | Ida   | Vuelta |
| ---------------------- | --------- | ---------------- | ------------ | ----- | ------ |
| 16-23 de julio de 2017 | Togo      | 2 – 2 (7:8 p.)   | Benín        | 1 - 1 | 1 - 1  |

| 16 de julio de 2017 | Togo        | 1:1 (0:1) | Benín      | Estadio de Kégué, Lomé                   |                                          |
|                     | Sewonou 47' | Reporte   | Koukpo 43' | Árbitro(s): Abdoulaye Rhissa Almoustapha | Árbitro(s): Abdoulaye Rhissa Almoustapha |

| 23 de julio de 2017 | Benín | 1:1 (0:0) (t. s.)(0:0 t. s.)(8:7 p.) | Togo | Stade de l'Amitié, Cotonú  |                            |
|                     | Aboki 52' | Reporte                              | Koidjo 73' | Árbitro(s): William Agbovi | Árbitro(s): William Agbovi |
|                     | | Tiros desde el punto penal           | |                            |                            |
|                     | Acierto de penal · Fallo de penal · Acierto de penal · Fallo de penal · Acierto de penal · Acierto de penal · Acierto de penal · Acierto de penal · Acierto de penal · Fallo de penal · Acierto de penal |                                      | Acierto de penal · Acierto de penal · Acierto de penal · Fallo de penal · Fallo de penal · Acierto de penal · Acierto de penal · Acierto de penal · Acierto de penal · Fallo de penal · Fallo de penal |                            |                            |

### Segunda Ronda
| Fechas                  | Local ida    | Resultado global | Local vuelta    | Ida   | Vuelta |
| ----------------------- | ------------ | ---------------- | --------------- | ----- | ------ |
| 13-19 de agosto de 2017 | Benín        | 1 – 2            | Nigeria         | 1 - 0 | 0 - 2  |
| 13-19 de agosto de 2017 | Níger        | 2 – 2            | Costa de Marfil | 2 - 1 | 0 - 1  |
| 12-20 de agosto de 2017 | Burkina Faso | 4 – 3            | Ghana           | 2 - 2 | 2 - 1  |

| 13 de agosto de 2017 | Benín | 1 - 0   | Nigeria | Stade de l'Amitié, Cotonú              |                                        |
|                      |       | Reporte |         | Árbitro(s): Mustapha Ghorbal (Argelia) | Árbitro(s): Mustapha Ghorbal (Argelia) |

| 19 de agosto de 2017 | Nigeria | 2 - 0   | Benín | Sani Abacha Stadium, Kano                     |                                               |
|                      |         | Reporte |       | Árbitro(s): Joaquin Esono (Guinea Ecuatorial) | Árbitro(s): Joaquin Esono (Guinea Ecuatorial) |

| 13 de agosto de 2017 | Níger | 2 - 1   | Costa de Marfil | Stade Général-Seyni-Kountché, Niamey        |                                             |
|                      |       | Reporte |                 | Árbitro(s): Juste Ephrem Zio (Burkina Faso) | Árbitro(s): Juste Ephrem Zio (Burkina Faso) |

| 19 de agosto de 2017 | Costa de Marfil | 1 - 0   | Níger | Stade Robert Champroux, Abiyán                  |                                                 |
|                      |                 | Reporte |       | Árbitro(s): Hélder Martins de Carvalho (Angola) | Árbitro(s): Hélder Martins de Carvalho (Angola) |

| 12 de agosto de 2017 | Burkina Faso | 2 - 2   | Ghana | Stade du 4 Août, Uagadugú     |                               |
|                      |              | Reporte |       | Árbitro(s): Issa Sy (Senegal) | Árbitro(s): Issa Sy (Senegal) |

| 20 de agosto de 2017 | Ghana | 1 - 2   | Burkina Faso | Baba Yara Stadium, Kumasi                |                                          |
|                      |       | Reporte |              | Árbitro(s): Bienvenu Sinko (Ivory Coast) | Árbitro(s): Bienvenu Sinko (Ivory Coast) |

## Zona Central
| Fechas                  | Local ida             | Resultado global | Local vuelta                    | Ida   | Vuelta |
| ----------------------- | --------------------- | ---------------- | ------------------------------- | ----- | ------ |
| 12-19 de agosto de 2017 | Guinea Ecuatorial     | –                | Gabón                           | -     | -      |
| 11-19 de agosto de 2017 | Congo                 | 1 – 1            | República Democrática del Congo | 0 - 0 | 1 - 1  |
| 12-19 de agosto de 2017 | Santo Tomé y Príncipe | 0 – 4            | Camerún                         | 0 - 2 | 0 - 2  |

| 12 de agosto de 2017 | Guinea Ecuatorial | vs. | Gabón |  |  |

| 19 de agosto de 2017 | Gabón | vs. | Guinea Ecuatorial |  |  |

Guinea Ecuatorial ganó en walkover después que Gabón se retirara antes del partido de ida.

| 11 de agosto de 2017 | República Democrática del Congo | 0 - 0   | Congo | Stade Municipal de Kintélé, Brazzaville                     |                                                             |
|                      |                                 | Reporte |       | Árbitro(s): Jean Marc Ganamandji (República Centroafricana) | Árbitro(s): Jean Marc Ganamandji (República Centroafricana) |

| 19 de agosto de 2017 | Congo | 1 - 1   | República Democrática del Congo | Stade des Martyrs, Kinshasa        |                                    |
|                      |       | Reporte |                                 | Árbitro(s): Antoine Effa (Camerún) | Árbitro(s): Antoine Effa (Camerún) |

| 12 de agosto de 2017 | Santo Tomé y Príncipe | 0 - 2   | Camerún | Estádio Nacional 12 de Julho, São Tomé                               |                                                                      |
|                      |                       | Reporte |         | Árbitro(s): Kabanga Yannick Malala (República Democrática del Congo) | Árbitro(s): Kabanga Yannick Malala (República Democrática del Congo) |

| 19 de agosto de 2017 | Camerún | 2 _ 0   | Santo Tomé y Príncipe | Limbe Stadium, Limbe                      |                                           |
|                      |         | Reporte |                       | Árbitro(s): Kokou Ognankotan Ntale (Togo) | Árbitro(s): Kokou Ognankotan Ntale (Togo) |

## Zona Centro-Este

### Primera Ronda
| Fechas                 | Local ida | Resultado global | Local vuelta  | Ida   | Vuelta |
| ---------------------- | --------- | ---------------- | ------------- | ----- | ------ |
| 22-30 de abril de 2017 | Somalia   | 1 – 4            | Sudán del Sur | 1 - 2 | 0 - 2  |

| 22 de abril de 2017, 16:00 (UTC+3) | Somalia     | 1:2 (0:1) | Sudán del Sur        | Estadio El Hadj Hassan Gouled, Yibuti |                                |
|                                    | Mohamed 49' |           | Moga 6' · Khamis 52' | Árbitro(s): Mfaume Ali Nassoro        | Árbitro(s): Mfaume Ali Nassoro |

| 30 de abril de 2017, 16:30 (UTC+3) | Sudán del Sur         | 2:0 (0:0) | Somalia | Estadio de Yuba, Yuba   |                         |
|                                    | Wurube 53' · Moga 69' |           |         | Árbitro(s): Brian Miiro | Árbitro(s): Brian Miiro |

### Segunda Ronda
| Fechas                 | Local ida     | Resultado global | Local vuelta | Ida   | Vuelta |
| ---------------------- | ------------- | ---------------- | ------------ | ----- | ------ |
| 14-22 de julio de 2017 | Sudán del Sur | 1 – 5            | Uganda       | 0 - 0 | 1 - 5  |
| 15-22 de julio de 2017 | Tanzania      | 1 – 1 (v.)       | Ruanda       | 1 - 1 | 0 - 0  |
| 15-23 de julio de 2017 | Yibuti        | W.O.             | Etiopía      | 1 - 5 | N/A    |
| 23-29 de julio de 2017 | Burundi       | 0 – 1            | Sudán        | 0 - 0 | 0 - 1  |

| 14 de julio del 2017 | Sudán del Sur | 0:0     | Uganda | Estadio de Yuba, Yuba                      |                                            |
|                      |               | Reporte |        | Árbitro(s): Idris Mehammed Osman (Eritrea) | Árbitro(s): Idris Mehammed Osman (Eritrea) |

| 22 de julio del 2017 | Uganda | 5:1 (2:0) | Sudán del Sur | Phillip Omondi Stadium, Kampala        |                                        |
|                      |        | Reporte   |               | Árbitro(s): Elly Ally Sasii (Tanzania) | Árbitro(s): Elly Ally Sasii (Tanzania) |

| 15 de julio del 2017 | Tanzania | 1:1 (1:1) | Ruanda | CCM Kirumba Stadium, Mwanza             |                                         |
|                      |          | Reporte   |        | Árbitro(s): Alier Michael James (Sudán) | Árbitro(s): Alier Michael James (Sudán) |

| 22 de julio del 2017 | Ruanda | 0:0     | Tanzania | Stade Régional Nyamirambo, Kigali |                                  |
|                      |        | Reporte |          | Árbitro(s): Brian Miiro (Uganda)  | Árbitro(s): Brian Miiro (Uganda) |

| 15 de julio del 2017 | Yibuti | 1:5 (0:1) | Etiopía | El Hadj Hassan Gouled Aptidon Stadium, Djibouti City |                                           |
|                      |        | Reporte   |         | Árbitro(s): Hassan Mohamed Hagi (Somalia)            | Árbitro(s): Hassan Mohamed Hagi (Somalia) |

| 23 de julio del 2017 | Etiopía | w.o.    | Yibuti | Hawassa International Stadium, Awasa        |                                             |
|                      |         | Reporte |        | Árbitro(s): Hafiz Abdelghani Alamen (Sudán) | Árbitro(s): Hafiz Abdelghani Alamen (Sudán) |

Etiopía ganó en walkover luego que Yibuti se retirara después del partido de vuelta.

| 23 de julio del 2017 | Burundi | 0:0     | Sudán | Prince Louis Rwagasore Stadium, Buyumbura |                                           |
|                      |         | Reporte |       | Árbitro(s): Zekarias Girma Fega (Etiopía) | Árbitro(s): Zekarias Girma Fega (Etiopía) |

| 29 de julio del 2017 | Sudán | 1:0     | Burundi | Al-Ubayyid Stadium, Al-Ubayyid       |                                      |
|                      |       | Reporte |         | Árbitro(s): Samuel Uwikunda (Ruanda) | Árbitro(s): Samuel Uwikunda (Ruanda) |

### Tercera Ronda
| Fechas                  | Local ida | Resultado global | Local vuelta | Ida   | Vuelta |
| ----------------------- | --------- | ---------------- | ------------ | ----- | ------ |
| 12-19 de agosto de 2017 | Uganda    | 3 – 2            | Ruanda       | 3 - 0 | 0 - 2  |
| 13-19 de agosto de 2017 | Etiopía   | 1 – 2            | Sudán        | 1 - 1 | 0 - 1  |

### Play-off
| Fechas                    | Local ida | Resultado global | Local vuelta | Ida   | Vuelta |
| ------------------------- | --------- | ---------------- | ------------ | ----- | ------ |
| 5-12 de noviembre de 2017 | Etiopía   | 2 - 3            | Ruanda       | 0 - 0 | 2 - 3  |

## Zona Sur

### Primera Ronda
| Fechas                 | Local ida  | Resultado global | Local vuelta | Ida   | Vuelta |
| ---------------------- | ---------- | ---------------- | ------------ | ----- | ------ |
| 22-29 de abril de 2017 | Madagascar | 2 – 0            | Malaui       | 1 - 0 | 1 - 0  |
| 22-29 de abril de 2017 | Mauricio   | 3 – 2            | Seychelles   | 2 - 1 | 1 - 1  |

| 22 de abril de 2017; 14:30 (UTC+3) | Madagascar        | 1:0 (0:0) | Malaui | Estadio Municipal de Mahamasina, Antananarivo |                           |
|                                    | Raveloarisona 87' |           |        | Árbitro(s): Andrew Otieno                     | Árbitro(s): Andrew Otieno |

| 29 de abril de 2017; 15:00 (UTC+2) | Malaui | 0:1 (0:0) | Madagascar           | Estadio Nacional de Bingu, Lilongüe |                          |
|                                    |        |           | Rakotoharimalala 46' | Árbitro(s): Wisdom Chewe            | Árbitro(s): Wisdom Chewe |

| 22 de abril de 2017; 16:00 (UTC+4) | Mauricio                     | 2:1 (1:0) | Seychelles | Estadio Anjalay, Belle Vue Maurel |                                   |
|                                    | Jean 6' · Rasolofonirina 50' |           | Manoo 77'  | Árbitro(s): Andofetra Rakotojaona | Árbitro(s): Andofetra Rakotojaona |

| 29 de abril de 2017; 16:30 (UTC+4) | Seychelles   | 1:1 (0:1) | Mauricio  | Estadio Linité, Victoria                   |                                            |
|                                    | Corallie 50' |           | Dorza 15' | Árbitro(s): Victor Miguel de Freitas Gomes | Árbitro(s): Victor Miguel de Freitas Gomes |

### Segunda Ronda
| Fechas                 | Local ida   | Resultado global | Local vuelta | Ida   | Vuelta |
| ---------------------- | ----------- | ---------------- | ------------ | ----- | ------ |
| 16-23 de julio de 2017 | Madagascar  | 4 – 2            | Mozambique   | 2 - 2 | 2 - 0  |
| 16-23 de julio de 2017 | Mauricio    | 2 – 4            | Angola       | 0 - 1 | 2 - 3  |
| 15-23 de julio de 2017 | Comoras     | 2 – 1            | Lesoto       | 2 - 0 | 0 - 1  |
| 16-23 de julio de 2017 | Namibia     | 1 – 1 (5-4 p.)   | Zimbabue     | 1 - 0 | 0 - 1  |
| 15-22 de julio de 2017 | Botsuana    | 0 – 3            | Sudáfrica    | 0 - 2 | 0 - 1  |
| 16-22 de julio de 2017 | Suazilandia | 0 – 7            | Zambia       | 0 - 4 | 0 - 3  |

| 16 de julio de 2017 | Madagascar | 2:2 (1:1) | Mozambique | Mahamasina Municipal Stadium, Antananarivo |                                   |
|                     |            | Reporte   |            | Árbitro(s): Ali Adelaïd (Comoras)          | Árbitro(s): Ali Adelaïd (Comoras) |

| 23 de julio de 2017 | Mozambique | 0:2 (0:0) | Madagascar | Estádio do Zimpeto, Maputo              |                                         |
|                     |            | Reporte   |            | Árbitro(s): Tirelo Mositwane (Botsuana) | Árbitro(s): Tirelo Mositwane (Botsuana) |

| 16 de julio de 2017 | Mauricio | 0:1 (0:1) | Angola | Stade Anjalay, Belle Vue Maurel           |                                           |
|                     |          | Reporte   |        | Árbitro(s): Thando Ndzandzeka (Sudáfrica) | Árbitro(s): Thando Ndzandzeka (Sudáfrica) |

| 23 de julio de 2017 | Angola | 3:2 (2:1) | Mauricio | Estádio 11 de Novembro, Luanda                    |                                                   |
|                     |        | Reporte   |          | Árbitro(s): Nomore Murambiwa Musundire (Zimbabue) | Árbitro(s): Nomore Murambiwa Musundire (Zimbabue) |

| 15 de julio de 2017 | Comoras | 2:0 (0:0) | Lesoto | Stade de Moroni, Moroni                 |                                         |
|                     |         | Reporte   |        | Árbitro(s): Ganesh Chutooree (Mauricio) | Árbitro(s): Ganesh Chutooree (Mauricio) |

| 23 de julio de 2017 | Lesoto | 1:0 (1:0) | Comoras | Setsoto Stadium, Maseru                        |                                                |
|                     |        | Reporte   |         | Árbitro(s): Andofetra Rakotojaona (Madagascar) | Árbitro(s): Andofetra Rakotojaona (Madagascar) |

| 16 de julio de 2017 | Namibia | 1:0 (0:0) | Zimbabue | Sam Nujoma Stadium, Windhoek        |                                     |
|                     |         | Reporte   |          | Árbitro(s): Dennis Nguluwe (Malaui) | Árbitro(s): Dennis Nguluwe (Malaui) |

| 23 de julio de 2017 | Zimbabue | 1:0 (1:0) | Namibia | National Sports Stadium, Harare            |                                            |
|                     |          | Reporte   |         | Árbitro(s): Thulani Sibandze (Suazilandia) | Árbitro(s): Thulani Sibandze (Suazilandia) |

| 15 de julio de 2017 | Botsuana | 0:2 (0:1) | Sudáfrica | Francistown Stadium, Francistown      |                                       |
|                     |          | Reporte   |           | Árbitro(s): Wellington Kaoma (Zambia) | Árbitro(s): Wellington Kaoma (Zambia) |

| 22 de julio de 2017 | Sudáfrica | 1:0 (1:0) | Botsuana | Moruleng Stadium, Moruleng       |                                  |
|                     |           | Reporte   |          | Árbitro(s): Osiase Koto (Lesoto) | Árbitro(s): Osiase Koto (Lesoto) |

| 16 de julio de 2017 | Suazilandia | 0:4 (0:2) | Zambia | Somhlolo National Stadium, Lobamba   |                                      |
|                     |             | Reporte   |        | Árbitro(s): Nelson Fred (Seychelles) | Árbitro(s): Nelson Fred (Seychelles) |

| 22 de julio de 2017 | Zambia | 3:0 (3:0) | Suazilandia | National Heroes Stadium, Lusaka |                                |
|                     |        | Reporte   |             | Árbitro(s): João Goma (Angola)  | Árbitro(s): João Goma (Angola) |

### Tercera Ronda
| Fechas                  | Local ida  | Resultado global | Local vuelta | Ida   | Vuelta |
| ----------------------- | ---------- | ---------------- | ------------ | ----- | ------ |
| 13-19 de agosto de 2017 | Madagascar | 0 – 1            | Angola       | 0 - 0 | 0 - 1  |
| 13-20 de agosto de 2017 | Comoras    | 2 – 3            | Namibia      | 2 - 1 | 0 - 2  |
| 12-19 de agosto de 2017 | Sudáfrica  | 2 – 4            | Zambia       | 2 - 2 | 0 - 2  |

## Goleadores
8 goles
| - Sékou Amadou Camara |

4 goles
| - Njiva Rakotoharimalala | - Getaneh Kebede | - Paul Mucureezi |

3 goles
| - Ibrahima Koné | - Amadou Dia N'Diaye | - Justin Shonga |

2 goles
| - Job - Mohamed Sydney Sylla - Mohamed Sorel Camara - Mohamed N'Diaye - Ibrahima Sory Sankhon - Muaid Ellafi - Abdoulaye Sileye Gaye | - Muna Katupose - Hendrik Somaeb - Ryan Moon - Gift Motupa - Leon Uso Khamis - James Moga - Saifeldeen Malik | - Koidjo Sewonou - Muzamiru Mutyaba - Derrick Nsibambi - Clatous Chama - Brian Mwila |

1 gol
| - Sofiane Bendebka - Oussama Darfalou - Geraldo - Dani Massunguna - Vá - Waris Aboki - Marcelin Koukpo - Mama Seibou - Herman Nikiema - Ilasse Sawadogo - Raphaël Messi Bouli - Raymond Fosso - Armel Lionel Ngondji - Franck Pangop - Raidou Boina Bacar - Chadhuli Mradabi - Ibroihim Youssouf - Mohamed Youssouf - Jaures Ngombe - Jean-Marc Makusu Mundele - Ahmed El Sheikh - Aschalew Girma - Mulualem Mesfin - Abdurahman Mubarak - Abubakher Sanni - Sadick Adams - Felix Addo | - Gideon Waja - Seydouba Bissiri Camara - Mamady Diawara - Juca - Fabius Dosso - Banfa Sylla - Raboama Koloti - Christopher Jackson - Bela - Morelin Raveloarisona - Aboubacar Diarra - Mandala Konté - Gouné Niangadou - Boubacar Bagili - Mohamed Yaly Dellahi - Moussa Samba - Marco Dorza - Jonathan Édouard - Emmanuel Vincent Jean - Kevin Perticots - Francis Rasolofonirina - Badr Banoun - Badr Boulahroud - Jawad El Yamiq - Abderrahim Makran - Maninho - Salomão - Idrissa Halidou Garba | - Imrana Seyni - Rabiu Ali - Kingsley Eduwo - Abeddy Biramahire - Muhadjiri Hakizimana - Thierry Manzi - Yannick Mukunzi - Dominique Savio Nshuti - Eric Rutanga - Sidy Bara Diop - Daouda Guèye Diémé - Assane Mbodj - Alassane Ndao - Leeroy Corallie - Yannick Manoo - Kemson Fofanah - Nathaniel Fullah - Abas Amin Mohamed - Elsamani Saadeldin - Mario Booysen - Duku Wurube - Himid Mao - Fackson Kapumbu - Augustine Mulenga - Martin Phiri - Simon Silwimba - Prince Dube |

Autogoles
| - Chamseddine Rahmani (contra Libia) | - Hamza Semmoumy (contra Egipto) |  |

## Clasificados

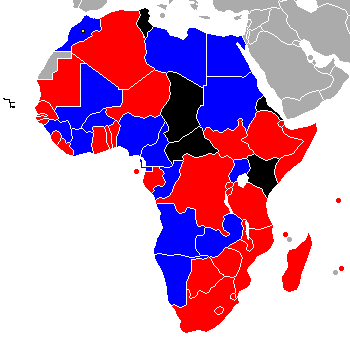
Situación de los países respecto a la clasificación.
Clasificado.
Puede clasificar
Eliminado.
Descalificado, retirado o no participó.
No pertenece a la CAF.

| Bandera de Marruecos                                 | Bandera de Guinea Ecuatorial | Bandera de Libia      | Bandera de Zambia     |
| Marruecos                                            | Guinea Ecuatorial            | Libia                 | Zambia                |
| Organizador                                          | Zona Central                 | Zona Norte            | Zona Sur              |
| Clasificado: 18/08/17 (Designado como sede:14/10/17) | Clasificado: 09/08/17        | Clasificado: 18/08/17 | Clasificado: 19/08/17 |

| Bandera de Uganda     | Bandera de Camerún    | Bandera de República del Congo | Bandera de Nigeria    |
| Uganda                | Camerún               | Congo                          | Nigeria               |
| Zona Centro-Este      | Zona Central          | Zona Central                   | Zona Oeste B          |
| Clasificado: 19/08/17 | Clasificado: 19/08/17 | Clasificado: 19/08/17          | Clasificado: 19/08/17 |

| Bandera de Angola     | Bandera de Costa de Marfil | Bandera de Mali       | Bandera de Sudán      |
| Angola                | Costa de Marfil            | Malí                  | Sudán                 |
| Zona Sur              | Zona Oeste B               | Zona Oeste A          | Zona Centro-Este      |
| Clasificado: 19/08/17 | Clasificado: 19/08/17      | Clasificado: 19/08/17 | Clasificado: 19/08/17 |

| Bandera de Namibia    | Bandera de Burkina Faso | Bandera de Guinea     | Bandera de Ruanda     |
| Namibia               | Burkina Faso            | Guinea                | Ruanda                |
| Zona Sur              | Zona Oeste B            | Zona Oeste A          | Zona Centro-Este      |
| Clasificado: 20/08/17 | Clasificado: 20/08/17   | Clasificado: 23/08/17 | Clasificado: 12/11/17 |